# Labidodemas rugosum
Labidodemas rugosum е вид морска краставица от семейство Holothuriidae. Видът не е застрашен от изчезване.

## Разпространение и местообитание
Разпространен е в Австралия, Бангладеш, Британска индоокеанска територия, Вануату, Виетнам, Джибути, Индия, Индонезия, Камбоджа, Кения, Мадагаскар, Малайзия, Малдиви, Мианмар, Мозамбик, Нова Каледония, Папуа Нова Гвинея, САЩ (Хавайски острови), Сейшели, Соломонови острови, Сомалия, Тайланд, Танзания, Фиджи, Филипини, Шри Ланка и Южна Африка.
Среща се на дълбочина около 6 m, при температура на водата около 28,5 °C и соленост 34,4 ‰.